# عین الزیتون
عین الزیتون (به عربی: عین الزیتون) روستایی فلسطینی که در ۱٫۵ کیلومتری شمال صفد در الجلیل بالا واقع شده بود.